# 相合傘 (剛力彩芽の曲)
「相合傘」（あいあいがさ）は、2015年9月2日にソニー・ミュージックレコーズからリリースされた剛力彩芽の4枚目のシングル。

## リリースと背景
表題曲は、片思いの彼との相合傘を夢見る乙女のときめきを歌ったラブソングで、憂鬱な雨の日もポジティブに過ごせるようにという思いが込められており、剛力は「全体のムードはかわいく、間奏はかっこいい。万人が踊りやすい曲」と説明している。
アートワークは、通常版は赤いレインコートを着て雨の中で傘をさす剛力、初回限定盤は構図は同じだが雨でなく飴が降ってきて驚いている剛力が写っている。なお撮影時は髪が短くスタイリッシュすぎたため、女の子らしい可愛らしさが出るようウィッグを使った。
表題曲のミュージックビデオは、前作までに比べると踊りが少なく、お芝居風の演出が前面に出ている。
カップリングの「15」は“人見知り逃げ腰な15歳”という剛力の学生時代を元に作られており、踊りはない。

## ダンスについて

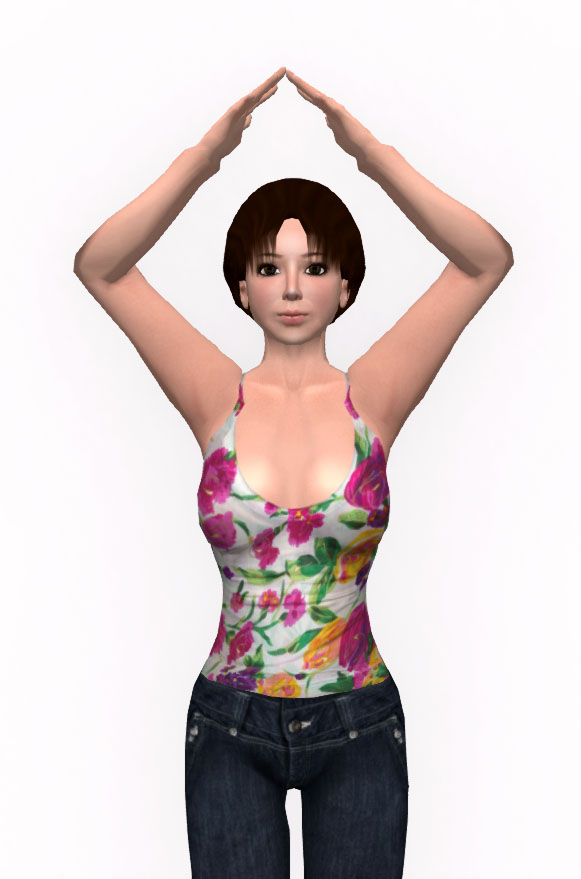
Aダンス

剛力はジャケット写真同様に赤いレインコートとウィッグをつけ、サビでは“A A A 相合傘”というフレーズと相合傘のイメージから考案された「Aダンス」が見られる。
この曲は2015年12月に全国大会が開かれる「第3回全国小・中学校リズムダンスふれあいコンクール」の規定曲に採用された。剛力は「この大会はクラスで一丸になると聞いている。… ダンス好きと苦手な子の懸け橋になって、まさに“相合い傘”なんてことに発展すればうれしいですね」とコメントした。

## 収録曲
初回限定盤には DVD が付属する。
CD
1. 相合傘
作詞・作曲：YASUSHI WATANABE
2. バースデー
作詞：度会麻衣、作曲：Jam9/ArmySlick
3. 15
作詞・作曲：YASUSHI WATANABE
4. 相合傘 -Instrumental-

DVD
1. Off Shot Movie
2. Let's Dance!